# Maria Brendle
Maria Brendle (* 1983) ist eine Drehbuchautorin und Filmregisseurin. Ihr Kurzfilm Ala Kachuu – Take and Run war 2022 für den Oscar als Bester Kurzfilm nominiert.

## Leben
Brendle kam in Singen (Hohentwiel) zur Welt. Von 2008 bis 2013 studierte sie an der Zürcher Hochschule der Künste. 2020 wurde der Kurzfilm Ala Kachuu – Take and Run veröffentlicht, den sie schrieb und bei dem sie Regie führte. Der Film war bei der Oscarverleihung 2022 als Bester Kurzfilm nominiert.
Im Jahr 2022 wurde sie in die Academy of Motion Picture Arts and Sciences (AMPAS) berufen, die alljährlich die Oscars vergibt.
Ihr erster Langspielfilm Friedas Fall, mit Julia Buchmann in der Hauptrolle, feierte am 20. Zurich Film Festival Weltpremiere und erhielt Standing Ovation. Am 23. Januar 2025 erschien er in den Kinos.
Maria Brendle lebt in Zürich.

## Filmografie (Auswahl)
- 2012: Schwarze Trauer, Rote Lippen
- 2013: Blinder Passagier
- 2020: Ala Kachuu – Take and Run
- 2024: Friedas Fall